# Franz Kroller
Franz Kroller (* 7. Juli 1923 in Traiskirchen, Niederösterreich; † 16. November 2000) war Direktor der Universitätsbibliothek Graz.

## Leben
Franz Kroller studierte Jus an der Universität Graz und wurde 1949 promoviert. Im selben Jahr wechselte er von der Rechts- und Staatswissenschaftlichen Fakultätsbibliothek, wo er seit 1947 beschäftigt war, an die Universitätsbibliothek, deren Direktor er von 1972 bis zu seiner Pensionierung 1988 war.
Kroller verfasste zahlreiche Publikationen zu rechtlichen und baulichen Aspekten des Bibliothekswesens. Er war ein vielgefragter Fachmann für die Planung von Universitätsneubauten und -umbauten, unter anderem bei der Schweizerischen Landesbibliothek in Bern, der Biblioteca Nazionale Centrale in Rom, der National- und Universitätsbibliothek Zagreb und der Iranischen Nationalbibliothek in Teheran. Er setzte sich für großzügige Freihandaufstellungen ein.
Von 1976 bis 1982 war Kroller Präsident der Vereinigung österreichischer Bibliothekare (VÖB), von 1977 bis 1981 Vorsitzender der Section for Library Building and Equipment der International Federation of Library Associations and Institutions (IFLA) und von 1983 bis 1988 Präsident der Ligue des Bibliothèques Européennes de Recherche (LIBER), der Vereinigung europäischer wissenschaftlicher Bibliotheken.

## Schriften
- Rechtsvorschriften und Erlässe zum österreichischen Bibliothekswesen. Stand 1. Januar 1963. Österreichische Nationalbibliothek, Wien 1963 (= Handbuch österreichischer Bibliotheken, Bd. 3 / Biblos-Schriften, Bd. 34).
- mit Josef Zessner-Spitzenberg und Magda Strebl: Bibliotheksrecht. Wien 1968 (= Leitfäden zur Bibliotheksprüfung, Heft 5).
- Verbände des Bibliotheks- und Dokumentationswesens. Österreichische Nationalbibliothek, Wien 1981.
- Das Bibliothekswesen im Ausland. Österreichische Nationalbibliothek, Wien 1981.
- mit Walter Jaksch und Edith Fischer: Österreichischer Bibliotheksbau. 
  - Bd. 1: Von der Gotik bis zur Moderne. Akademische Druck- und Verlagsanstalt, Graz 1992.
  - Bd. 2: 1945–1985. Böhlau-Verlag, Wien, Graz, Köln 1986.